# John Hoppner
John Hoppner (Whitechapel, London, 1758. április 4. – London, 1810. január 23.) angol arcképfestő; stílusára főként Sir Joshua Reynolds és Thomas Lawrence hatott.

## Életpályája
Hoppner német szülők gyermekeként született a londoni Whitechapelben. Anyja a királyi palota egyik attendánsa volt. Mivel III. György angol király atyai érdeklődést mutatott a kis John iránt, ez alaptalan szóbeszédeket indított el arról, mintha ténylegesen az ő törvénytelen fia lett volna. Hoppner előbb a királyi kápolna kóristája lett, majd képzőművészeti érdeklődést mutatott és a Képzőművészeti Főiskola növendéke lett. Később a walesi herceg udvari festője lett. 
A budapesti Szépművészeti Múzeum Mrs. Swete képmása és Mrs. Batt képmása című műveit őrzi.

## Magánélete
Felesége Phoebe Wright, az amerikai születésű szobrász,  Patience Wright lánya volt.  Öt gyermekük volt (bár az ötödikről a tényen kívül több nem maradt fenn): 
- Catherine Hampden Hoppner (1784–1828), a Kelet-Indiai Társaság magisztere
- Richard Belgrave Hoppner (1786–1872), velencei brit főkonzul,[8]
- Wilson (néhol William) Lascelles Hoppner (1788-?), képzőművész
- Henry Parkyns Hoppner (1795–1833), a Királyi Haditengerészet tisztje, sarkutazó

## Halála
Késői éveiben Hoppner krónikus májbetegségben szenvedett. 1810. január 23-án hunyt el.

## Képgaléria

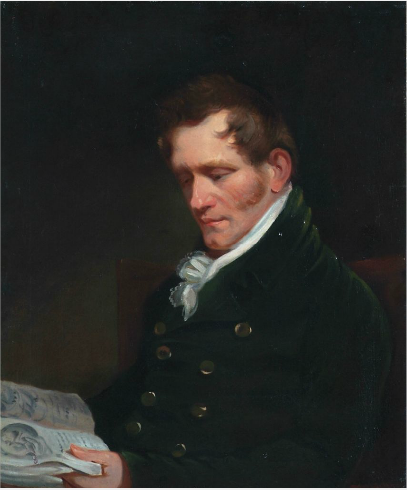
Dr. Matthias Hoffman, Province House (Nova Scotia)
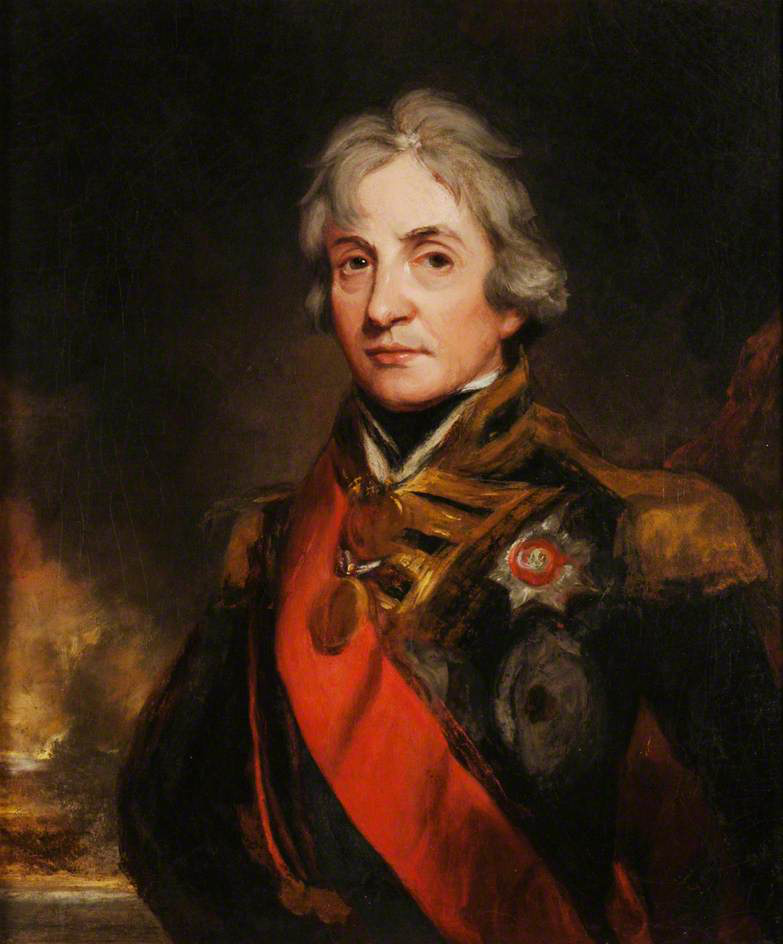
Horatio Nelson arcképe
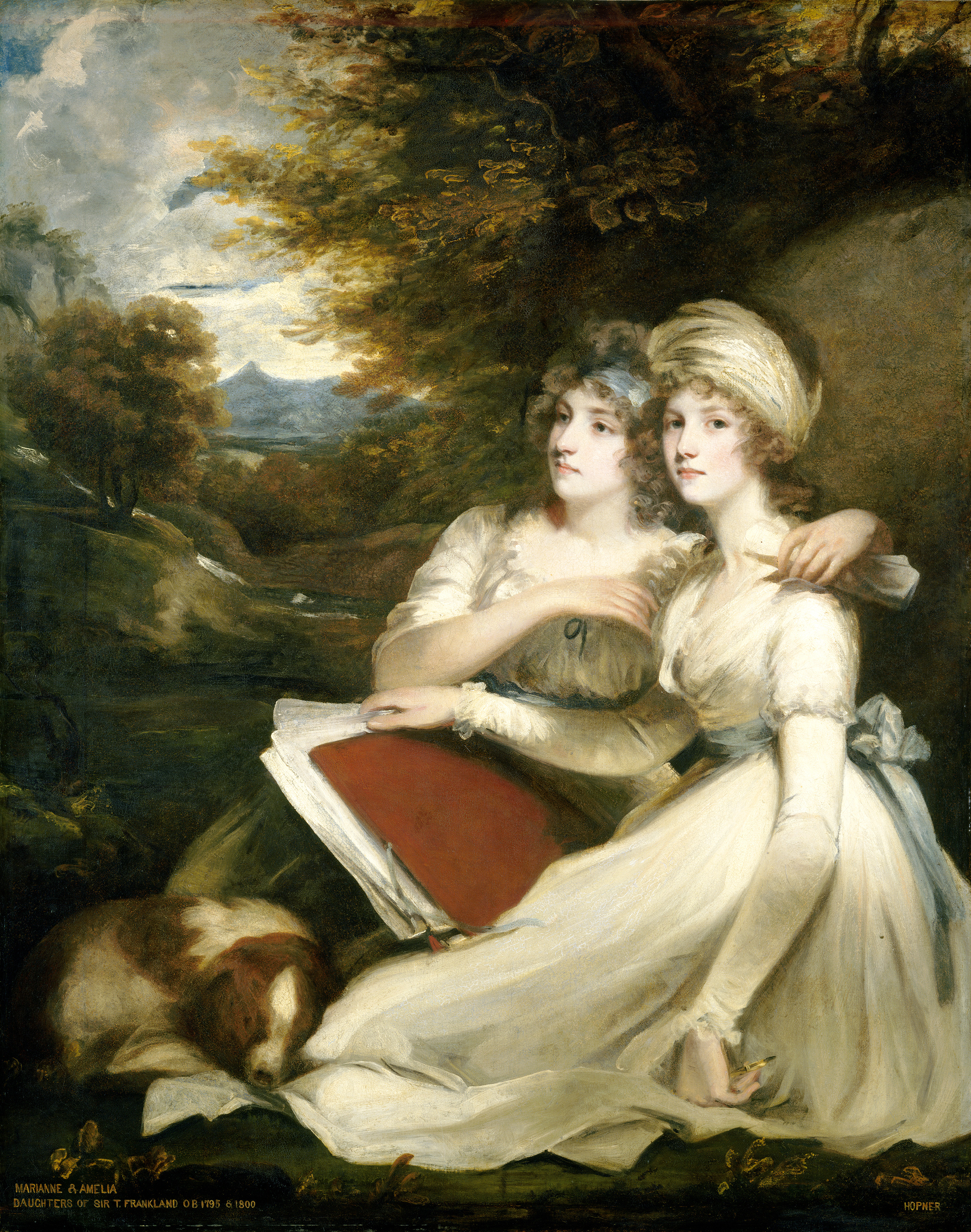
A Frankland nővérek arcképe, 1795
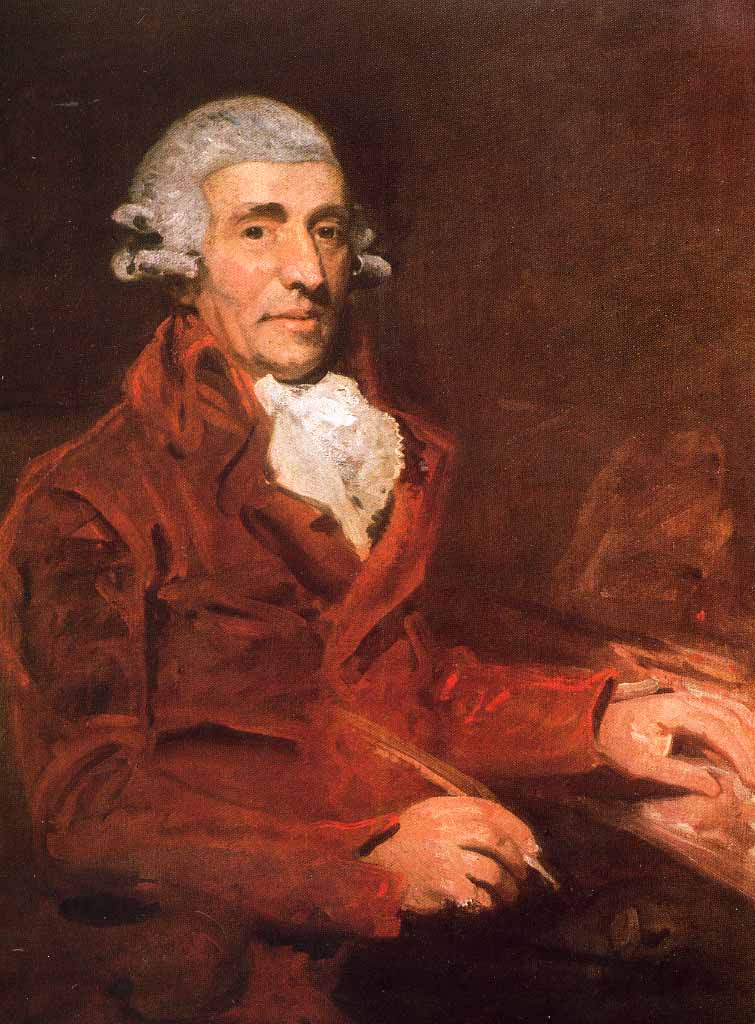
Joseph Haydn arcképe, 1791
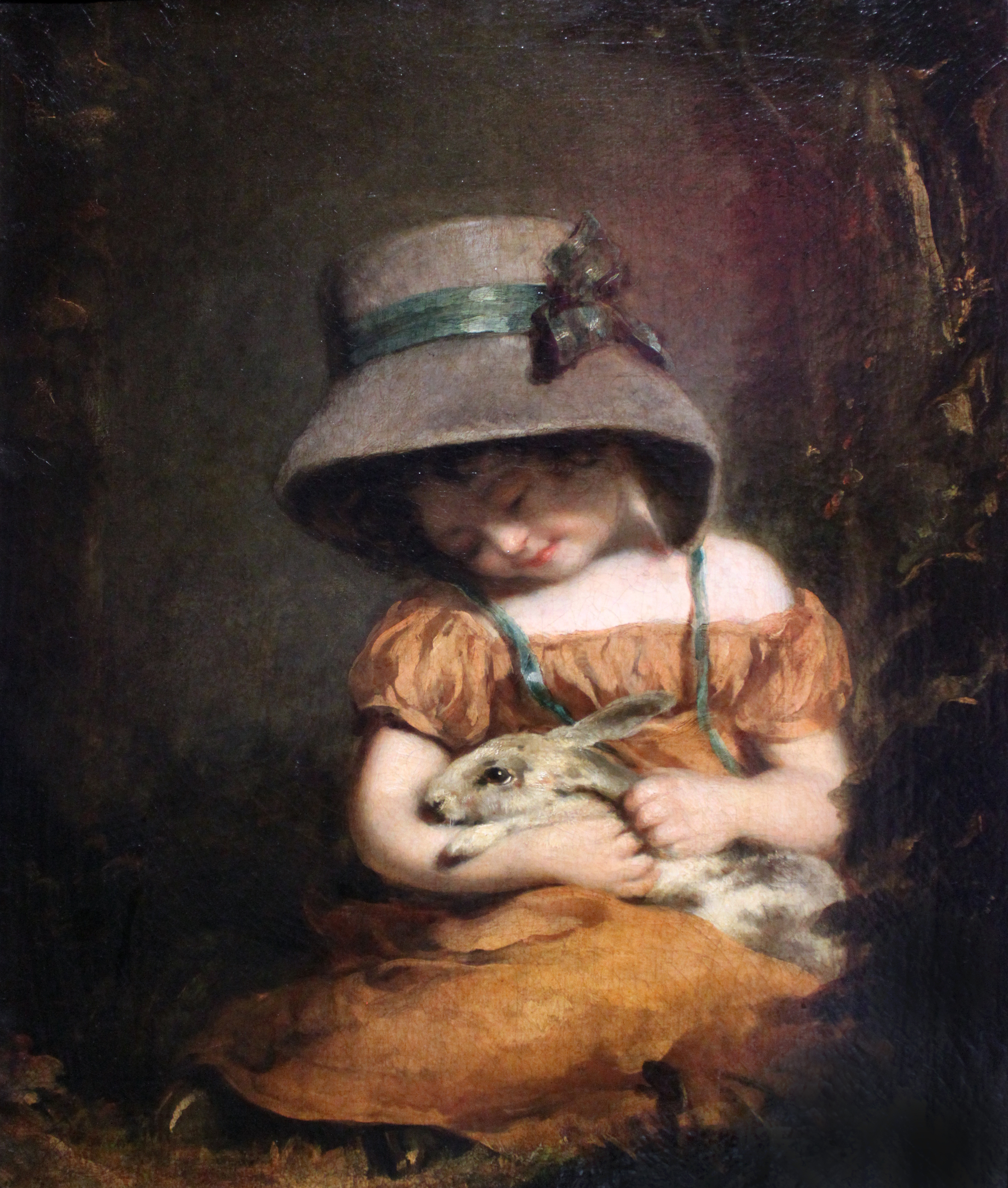
Leány nyúllal, 1800, Städelsches Kunstinstitut
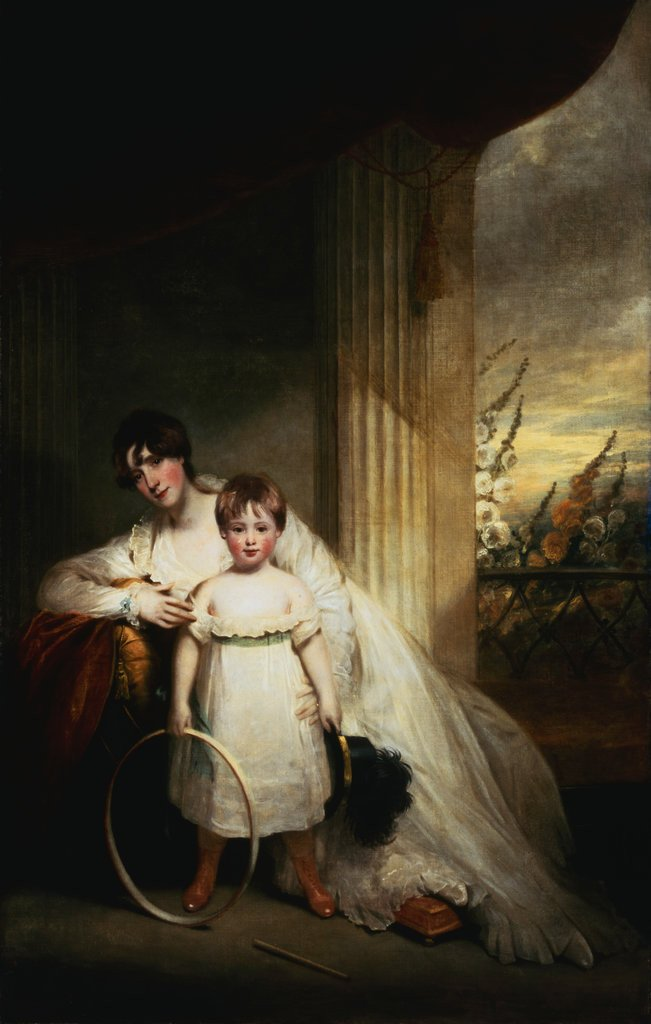
Georgiana St Leger és fia, Pascoe St Leger Grenfell 1800 körül

## Fordítás
- Ez a szócikk részben vagy egészben  a   John Hoppner című angol Wikipédia-szócikk fordításán alapul.  Az eredeti cikk szerkesztőit annak laptörténete sorolja fel. Ez a jelzés csupán a megfogalmazás eredetét és a szerzői jogokat jelzi, nem szolgál a cikkben szereplő információk forrásmegjelöléseként.

## Külső hivatkozások
- John Hoppner on ArtCyclopedia
- Profile on Royal Academy of Arts Collections Archiválva 2020. szeptember 24-i dátummal a Wayback Machine-ben
- The Sackville children (1796 painting)
- Portrait of William Locke (1783 painting)
- Portrait of Anne, Lady Grenville (Christie's)